# Carlos Agustín Moreno
Carlos Agustín Moreno Luna (Tecomán, Colima, México, 29 de enero de 1998) es un futbolista mexicano. Juega de portero y su equipo actual es el Club de Fútbol Pachuca de la Primera División de México.

## Trayectoria
Moreno, producto juvenil del Pachuca desde los 10 años, se unió al club chileno Everton en calidad de préstamo en 2018. Hizo su debut absoluto con el Everton en un empate 0-0 en la Copa Chile con el CD Cobresal el 10 de junio de 2018.

## Selección nacional
Moreno fue convocado como tercer portero del Preolímpico de Concacaf de 2020, donde México ganó la competencia.

## Estadistícas
Actualizado al último partido jugado el 10 de mayo de 2025.
| Club                 | Div.          | Temporada     | Liga  | Liga   | Liga   | Copas | Copas  | Copas  | Internacional | Internacional | Internacional | Total | Total  | Total  |
| Club                 | Div.          | Temporada     | Part. | G.Enc. | P.Inv. | Part. | G.Enc. | P.Inv. | Part.         | G.Enc.        | P.Inv.        | Part. | G.Enc. | P.Inv. |
| -------------------- | ------------- | ------------- | ----- | ------ | ------ | ----- | ------ | ------ | ------------- | ------------- | ------------- | ----- | ------ | ------ |
| Everton Chile        | 1.ª           | 2018          | 0     | 0      | 0      | 2     | -1     | 1      | Inexistentes  | Inexistentes  | Inexistentes  | 2     | -1     | 1      |
| Everton Chile        | 1.ª           | 2019          | 1     | -2     | 0      | 0     | 0      | 0      | 0             | 0             | 0             | 1     | -2     | 0      |
| Everton Chile        | Total club    | Total club    | 1     | -2     | 0      | 1     | -2     | 0      | -             | -             | -             | 3     | -3     | 1      |
| C. F. Pachuca México | 1.ª           | 2019-20       | 0     | 0      | 0      | 2     | -2     | 0      | -             | -             | -             | 2     | -2     | 0      |
| C. F. Pachuca México | 1.ª           | 2020-21       | 2     | 0      | 2      | -     | -      | -      | -             | -             | -             | 2     | 0      | 2      |
| C. F. Pachuca México | 1.ª           | 2021-22       | 3     | -2     | 2      | -     | -      | -      | -             | -             | -             | 3     | -2     | 2      |
| C. F. Pachuca México | 1.ª           | 2022-23       | 4     | -5     | 1      | -     | -      | -      | 0             | 0             | 0             | 4     | -5     | 1      |
| C. F. Pachuca México | 1.ª           | 2023-24       | 33    | -47    | 8      | -     | -      | -      | 8             | -3            | 5             | 41    | -50    | 13     |
| C. F. Pachuca México | 1.ª           | 2024-25       | 35    | -51    | 7      | -     | -      | -      | 6             | -7            | 2             | 41    | -58    | 9      |
| C. F. Pachuca México | Total club    | Total club    | 77    | -105   | 20     | 2     | -2     | 0      | 14            | -10           | 7             | 93    | -117   | 27     |
| Total Carrera        | Total Carrera | Total Carrera | 78    | -107   | 20     | 2     | -2     | 0      | 14            | -10           | 7             | 96    | -120   | 28     |

## Palmarés

### Títulos nacionales
| Título  | Club    | País   | Año  |
| ------- | ------- | ------ | ---- |
| Liga MX | Pachuca | México | 2022 |

### Títulos internacionales
| Título                                | Club (*)      | País           | Año  |
| ------------------------------------- | ------------- | -------------- | ---- |
| Preolímpico de Concacaf               | México Sub-23 | México         | 2021 |
| Copa de Campeones de la Concacaf 2024 | C.F. Pachuca  | Estados Unidos | 2024 |
| Derbi de las Américas de la FIFA      | C.F. Pachuca  | Catar          | 2024 |
| Copa Challenger de la FIFA            | C.F. Pachuca  | Catar          | 2024 |
| Liga de Naciones de la Concacaf       | México        | Estados Unidos | 2025 |

(*) Incluyendo la Selección